# Benedetta
Benedetta és una pel·lícula de drama psicològic biogràfic del 2021 coescrita i dirigida per Paul Verhoeven, protagonitzada per Virginie Efira com a Benedetta Carlini, una monja del segle XVII que s'incorpora a un convent italià quan és una nena i que més tard té una relació d'amor lèsbic amb una altra monja, tot veient visions religioses. S'ha doblat i subtitulat al català.
La pel·lícula es basa lliurement en el llibre de no-ficció Sœur Benedetta, entre sainte et lesbienne de Judith C. Brown de 1986. La seva producció va incloure la majoria dels membres clau de l'equip de l'anterior pel·lícula de Verhoeven Elle (que també va protagonitzar Efira), com el productor Saïd Ben Saïd, el guionista David Birke, la compositora Anne Dudley i el muntador Job ter Burg.
La pel·lícula es va estrenar al Festival de Canes de 2021 en competició per la Palma d'Or.